# Trabakel

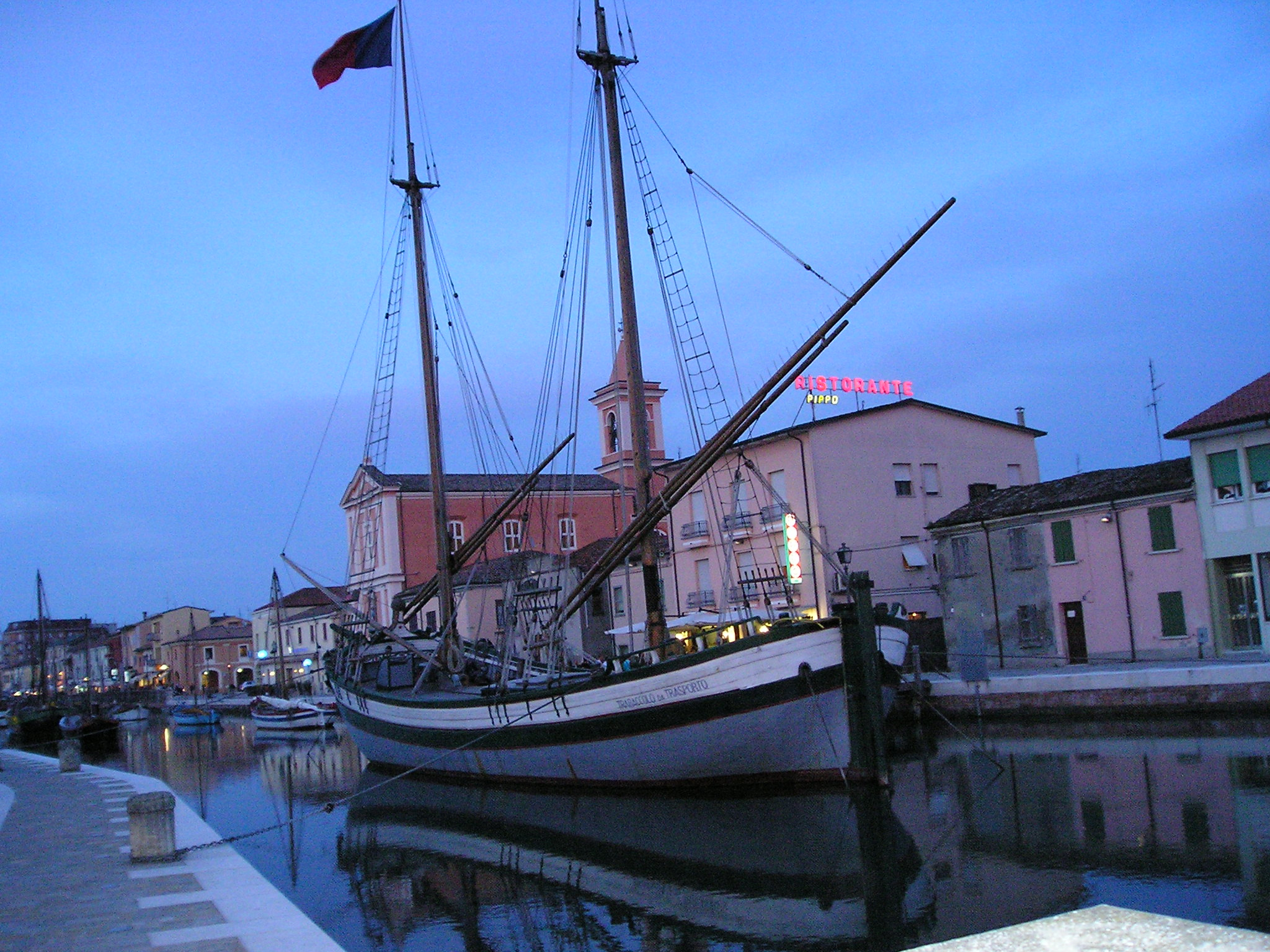
Eines der letzten erhaltenen Fahrzeuge dieses Typs

Die Trabakel (italienisch trabaccolo, auch Trabakk) war ein adriatisches, speziell dalmatinisches zweimastiges Segelschiff des 17. und 18. Jahrhunderts.
Das Schiff wurde verwendet als Allzwecksegler für die Küstenfahrt und den Fischfang zwischen den vorgelagerten Inseln und dem Festland.
Das Besondere an der Trabakel war die Besegelung mit sogenannten Halbrahsegeln. Als Halbrahsegel werden große Rahsegel bezeichnet, die an Pfahlmasten und einer nur einseitigen Rah (halben Rah), ähnlich einer horizontal stehenden Gaffel  gefahren wurden. Über diesem Segel befand sich an jedem Mast ein kleines Rah-Toppsegel. Am Bugspriet wurde ein großes Klüver verwendet. Die Länge der Fahrzeuge betrug etwa 30 Meter und die Breite 6 Meter. Dieser Küstensegler hatte ein durchlaufendes Deck zwischen den Masten. Der Vorsteven war einfallend gebogen.
Dieser Schiffstyp ähnelt den kleineren Brazzera und Peligo im selben Verbreitungsgebiet.
Die Peligo war eine besondere Variante der Trabakel. Das Schiff war ein Zweimaster mit zwei Luggersegeln und zwei Klüvern. Sie besaß einen Toppmast am Achtermast, ein Besansegel und ein dreieckiges Toppsegel. Hierbei handelt es sich um die häufigste Form des adriatischen Küstenseglers. Bis in die Anfänge des 20. Jahrhunderts fand es Verwendung. Die Länge der Schiffe betrug etwa 17 Meter und die Breite 6 Meter. Der Tiefgang lag bei etwa 2 Metern. Die Besatzung bestand aus vier Seeleuten. Als häufigste Ladung werden Lebensmittel, Holz, lebende Tiere und Stückgüter verzeichnet.